# Svetozar Borojević von Bojna
Svetozar Borojević de Bojna (hrvaško Svetozar Borojević od Bojne), avstro-ogrski maršal, * 13. december 1856, Mečenčani pri Kostajnici, Avstrijsko cesarstvo (sedaj Hrvatska Kostajnica, Hrvaška), † 23. maj 1920, Celovec, Avstrija.
Borojevič se je v vojaško zgodovino vpisal kot vrhovni poveljnik soške fronte. Borojević je bil hkrati tudi prvi in edini nenemški feldmaršal v avstro-ogrskih oboroženih silah.

## Izvor
Rodil se je v pravoslavni družini krajišniškega častnika,  kot Svetozar Borojević, vendar je bil njegov priimek pozneje običajno zapisan kot Boroević. Njegov oče Adam in mati Stana, rojena pl. Kovarbašić, sta takrat živela v vasi Umetić. Ko je dobil plemiški naslov, je dobil pravico do častnega imena in si je izbral Bojna, ki naj bi bilo ime njegovega rojstnega kraja, hkrati pa je tudi hrvaški izraz za bataljon. Od leta 1902 naprej je bil uradno imenovan Svetozar Boroević von Bojna oziroma ker je bil ogrski plemič de Bojna.

## Vojaška kariera
Ko je bil star 10 let, je odšel na vojaško šolo v Sremsko Kamenico pri Petrovaradinu; tu je bil od 1. septembra 1866 do konca avgusta 1869. Nato je bil poslan v vojaško nadrealko v Kiseg (Ogrska), kjer je bil od 1. septembra 1869 do 1. septembra 1872.
Vojaško kariero je začel leta 1872 kot naslovni četovodja v 52. pehotnem polku (Pécs). Novembra 1872 je prišel v kadetnico v štajerski Gradec, ki jo je končal 1874 in se nato septembra istega leta vrnil v svoj polk.
Leta 1878 je sodeloval pri okupaciji Bosne in Hercegovine. Zaradi dobrega služenja in njegovih sposobnosti je bil jeseni 1882 poslan na vojno šolo (nemško Kriegsschule), ki jo je končal leta 1884 kot generalštabni častnik.
Leta 1887 je postal predavatelj na Terezijanski vojaški akademiji (Dunajsko Novo mesto), kjer je do 1891 predaval taktiko, vojaško organizacijo in vojno zgodovino. Nato je postal načelnik štaba 19. pehotne divizije, nato pa še v 18. in 27. pehotni diviziji.
Oktobra 1895 je bil premeščen v operativni oddelek poveljstva 6. korpusa. Nato je postal poveljnik 3. bataljona 17. pehotnega polka. Junija 1898 je postal načelnik štaba 8. korpusa. Leta 1902 je bil odlikovan z redom železne krone 3. stopnje, na katerega se je vezal tudi plemiški stan.
Maja 1904 je postal poveljnik 14. pehotnega polka, kar je opravljal do julija 1907, ko je postal poveljnik VII. vojaškega okrožja Honveda (tako je postal poveljnik hrvaškega domobranstva); to dolžnost je opravljal do leta 1912. 1913 je prevzel dolžnost poveljnika 6. korpusa, ki je bil nastanjen v Košicah. Istega leta je postal tudi častni polkovnik 51. pehotnega polka, ki je od takrat nosil njegovo ime.
Ob pričetku prve svetovne vojne je bil s svojim korpusom v Galiciji, kjer ga je vodil med bitkama pri Zamoscu in pri Komarowu. Septembra je prevzel poveljstvo 3. armade, ki je bila zadolžena za varovanje Karpatov in s katero je v začetku oktobra istega leta osvojil trdnjavo Przemysl in tako začasno zmanjšal pritisk na svoje enote. Te so do marca 1915 uspešno držale fronto, nato pa so se morale pod pritiskom ruske vojske umakniti do Budimpešte in Bratislave, kjer so ob okrepitvah uspele ustaviti ruski prodor. Z nemško 11. armado in avstrijsko 4. armado so nato izvedli skupno ofenzivo in ponovno zasedli Przemysl, česar pa Borojević ni dočakal. 
27. maja 1915 je postal poveljnik 5. armade, ki je bila nameščena na italijanski meji. Borojević se je odločil, da bo poskusil ustaviti Italijane že na Soči, čeprav so drugi predlagali obrambno linijo na reki Savi in vzhodnem robu Ljubljanske kotline. Borojević ni pristal na predlog avstrijskega feldmaršala Franza Conrada von Hötzendorfa, ki je predlagal, naj se avstro-ogrska vojska umakne in prepusti Italijanom večji del današnje Slovenije. Borojević je takrat trdil, da bodo Slovenci zagrizeno branili svojo domovino in ustavili napredovanje Italijanov. To stališče je upošteval cesar Franc Jožef in Borojevića postavil za poveljnika celotne soške fronte. S svojimi enotami je Borojević uspešno odbil enajst italijanskih ofenziv, kar mu je prineslo neuradni naziv »Soški vitez«, med vojaki pa je imel priljubljeni poveljnik naziv »Naš Sveto«. Za zasluge je bil 1. maja 1916 povišan v generalpolkovnika, 23. avgusta 1917 pa je postal poveljnik jugozahodne fronte, ki so jo kasneje preimenovali v Armadno skupino Borojević. 1. februarja 1918 je postal feldmaršal, podelili pa so mu tudi vrsto visokih vojaških odlikovanj, med drugim tudi Vojaški red Marije Terezije. 6. avgusta 1915 ga je župan Ljubljane Ivan Tavčar predlagal za častnega meščana, kar je občinski svet potrdil. (1919 mu je bil naziv iz nejasnih razlogov odvzet in potem leta 2009 vrnjen)
Avgusta 1917 je postal poveljnik armadne skupine, ki je združevala 1. in 2. soško armado. Istega leta je postal tudi častni doktor Zagrebške univerze.
Po neuspehu zadnje avstro-ogrske ofenzive na Piavi je bila morala vojakov na dnu, vrstili so se upori, dezerterstva, primanjkovalo je tako hrane kot orožja. Hkrati je država pospešeno razpadala, vendar je Borojeviću uspevalo še nekaj časa zadrževati Italijane, ki so 24. oktobra sprožili veliko, zadnjo ofenzivo. Večdnevno držanje fronte s katere so se madžarski, hrvaški in češki ( Čehi so ravno sredi ofenzive, 28. oktobra, kot prvi razglasili neodvisnost) polki umikali, je bilo neverjetno dejanje. Fronta je zdržala do novembra 1918, ko so morale avstro-ogrske enote zapustiti položaje in se umakniti do Tilmenta. Decembra, po porazu Avstro-Ogrske, je Borojević odstopil s položaja. Umaknil se je v Vrbo ob Vrbskem jezeru. Ob nastanku države SHS je bil vrhovni poveljnik, ki je nadziral zdaj bivšo avstro-ogrsko vojsko v Sloveniji. Pri tem je prišlo do napetosti, tako da mu je zagrebško Narodno vijeće prepovedalo vstop v Državo SHS, zaradi česar je preostanek življenja preživel v Celovcu.
Novembra 1918 so v Dravi pri Mariboru našli truplo njegovega sina, ki se je utopil dobra dva tedna prej; smrt ga je zelo prizadela. Uradno poročilo je navedlo, da je umrl za posledicami v bolnišnici v Celovcu, kjer so ga tudi pokopali. Po neuradnih vesteh pa je storil samomor v bližnjem jezeru. Istega leta so ga odkopali in ga 21. oktobra 1920 ponovno pokopali na dunajskem glavnem pokopališču.

## Epilog
Borojević je do konca ostal zvest monarhiji kateri je tako dolgo služil. Tik pred njenim razpadom je v brzojavki cesarju predlagal vkorakanje na Dunaj z namenom zaščititi državo za kar, da ima pripravljene zanesljive čete, česar pa le-ta ni sprejel. Po koncu vojne je izjavil, da je bila njegova najtežja vojna naloga končanje napada in umik nazaj čez Piavo, ki ga je cesar ukazal navkljub obetom po nadaljnjem prodiranju skozi obrambo Italijanov v juniju 1918, za časa njegove zadnje ofenzive. Kljub vsemu je nalogo izvedel zelo uspešno in vzpostavil novo, trdno fronto. 
Na pogrebu, ki se ga je sicer udeležilo več tisoč ljudi, so mu vojaške časti izkazali le člani zavezniške komisije za nadzor koroškega plebiscita, medtem ko so mu ostali obrnili hrbet: Avstrija se mu je odrekla, iz Zagreba je že prej dobil obvestilo da je nezaželen, le tedaj že nekdanji cesar je iz izgnanstva poslal venec in plačal grob svojemu nekdaj tako zvestemu častniku.  

## Napredovanja
- 1872 - naslovni četovodja
- september 1874 - kadet
- 1. maj 1875 - poročnik
- maj 1880 - nadporočnik
- maj 1886 - stotnik
- maj [1892 - generalštabni major
- maj 1895 - generalštabni podpolkovnik
- november 1897 - polkovnik
- maj 1904 - generalmajor
- 8. maj 1908 - podmaršal (divizijski general)
- 28. april 1913 - general pehote
- 1. februar 1918 - feldmaršal

## Odlikovanja
Avstro-ogrska
- oficirski zaslužni križ 3. stopnje z vojnim okrasjem (MVK 3. KDS; 1878)
- vojna medalja (KM; 1878)
- oficirski križ za dolgoletno službo 2. stopnje (D2)
- vojaška jubilejna medalja 1898 (MJM 98)
- vojaški jubilejni križ 1908 (MJK 08)
- red železne krone 3. stopnje (EKO-R3; 1902)
- red Leopolda viteške stopnje (LO-R; 1909)
- red železne krone 2. stopnje
- red železne krone 1. stopnje (EKO-R1; 1914)
- veliki križ reda Leopolda z vojnim okrasjem in meči (LO-GK KDS; 1914)
- oficirski zaslužni križ 1. stopnje z vojnim okrasjem (MVK 1. KDS; 1915)
- zvezda Rdečega križa za zasluge z vojnim okrasjem (VSt-RK KD; 1915)
- bronasta oficirska zaslužna medalja z vojnim okrasjem in meči (BMVM KDS; 1915)
- srebrna oficirska zaslužna medalja z vojnim okrasjem in meči (SMVM KDS; 1916)
- velika zlata oficirska zaslužna medalja z vojnim okrasjem in meči s ploščico za ponovno podelitve (GMVM, 1916)
- red Marije Terezije komturske stopnje (MMTO-K; 1917)
- red Marije Terezije viteške stopnje (1931; posmrtno za 10. soško bitko)

Nemško cesarstvo
- železni križec 2. stopnje (1915)
- železni križec 1. stopnje (1915)

Osmansko cesarstvo
- srebrna medalja za hrabrost (1916)
- zlata medalja za hrabrost (1916)
- železni polmesec (1916)
- zaslužni križec Mecklenburga 2. stopnje (1916)
- zaslužni križec Mecklenburga 1. stopnje (1916)

Romunija
- red romunske zvezde 3. stopnje z meči

Perzija
- red leva in sonca 2. stopnje

## Nazivi
- tajni svetnik
- častni polkovnik pehotnega polka št. 51
- častni doktor Univerze Franca Jožefa v Zagrebu
- častni meščan mesta Ljubljane (6. avgust 1915; odvzet 1919; vrnjen 2009)
- častni meščan občin: Renče, Goče na Vipavskem (5. januar 1916), Ajdovščina (2. december 1915), občine Šempas, Kamenj pri Ajdovščini, Sežana[8],...

## Dela
- O vojni proti Italiji, Adriaticus, Ljubljana, 1923.